# Jeremy McGrath Supercross 2000
Jeremy McGrath Supercross 2000 est un jeu vidéo de course sorti en 2000 sur Nintendo 64, Dreamcast, PlayStation, PlayStation 2 et Game Boy Color. Le jeu a été développé et édité par Acclaim.
Le jeu est centré sur le pilote Jeremy McGrath. Il a pour suite Jeremy McGrath Supercross World.

## Accueil
- Nintendo Power : 6,4/10 (N64)[1]
- Jeuxvideo.com : 9/20 (PS1)[2], 7/20 (DCAST)[3]